# Brohisaurus kirthari
Brohisaurus kirthari ("lagarto de Brohi de las montañas  Kithar") es la única especie conocida del género extinto Brohisaurus, un dinosaurio saurópodo titanosauriforme que vivió durante el Jurásico Superior hace aproximadamente entre 155 a 150 millones de años durante el Kimmeridgiense en lo que es hoy el subcontinente indio. Es conocido a partir de fósiles de las extremidades. Los fósiles fueron descubiertos en las Montañas de Kirthar en Pakistán. La especie tipo es B. kirthari, descrita por M.S. Malkani en 2003.
Está basado en fragmentos en gran parte indeterminados de algunas costillas, vértebras y huesos de miembros. El nombre genérico significa "lagarto de Brohi" y se refiere al pueblo Brohi que viven en el área donde se encontró. El nombre específico se refiere a las montañas Kirthar. Los fósiles fueron descubiertos en la parte más baja de la Formación Sembar perteneciente al Kimmeridgiense de Pakistán. Brohisaurus, como todos los dinosaurios saurópodos, habría sido un herbívoro de cuerpo grande, de cuello largo aunque no un gigante. Su fémur tenía sólo 12 centímetros de diámetro. Por su parte, el titanosauriforme Phuwiangosaurus de entre 15 a 20 metros de largo, tenía un fémur de 20 cm de diámetro.
Brohisaurus se describió originalmente como un titanosauriano. Malkani sugirió que era similar a los primeros titanosaurios africanos "Tornieria" robustus y "Gigantosaurus" dixeyi, que ahora se conocen respectivamente como Janenschia y Malawisaurus . En la discusión del trabajo original se propuso esto como evidencia para un acoplamiento biogeográfico entre el subcontinente indio y África. Sin embargo, la posición filogenética de Brohisaurus no está clara. Ninguno de los rasgos propuestos que lo unen a Titanosauria son sinapomorfias definitivas de ese clado. No parecen poseer al menos dos sinapomorfias de los Titanosauriformes, cavidades neumáticas en sus vértebras torácicas y el fémur con una sección transversal elíptica.